# 飛行艦
飛行艦（ひこうかん、英語: Flying Ship）はSFなどで登場する飛行兵器である。飛行能力のある軍艦または武装した航空機に類似するものである。
呼び方も様々であり、本稿では航空艦、空中艦、空中戦艦、飛行戦艦、空飛ぶ戦艦などと呼ばれるものもまとめて記述する。

## 概要
飛行艦にはさまざまなな種類があり、一般的な宇宙戦艦のようにそのまま水上艦を空中に浮かせたようなもの、水上艦の船体に巨大な主翼を設けたもの、飛行船を武装化したもの、あるいは独自の飛行技術によって飛行するものなど、作品によっていくつもの種類がある。
作品によっては飛空巡洋艦、飛空駆逐艦、空中母艦などのように艦種類別が行われたり用途によって異なる呼称がされる場合もある。
また現実における二式飛行艇や空中空母の事例にちなんで重武装を施した超巨大航空機を空中戦艦ないし空中要塞と呼称する場合もある。

## 歴史
飛行艦の創作物における登場は古くからあり、アルベール・ロビダのイラストでは、飛行船に酷似し、火砲を備えた飛行機械がいくつも登場している。
日本の創作においては押川春浪の「海底軍艦」シリーズの外伝作品「空中大飛行艇シリーズ」（1902年）がその嚆矢といわれている。
また海野十三の「大空魔艦」（1940年）は謎の組織が操る空飛ぶ戦闘艦が主題となっている。同作のように戦前の冒険小説には空中戦艦が登場するものが多くみられる。
戦後の作品では梶原一騎の「新戦艦大和」（1961年）が初めて戦艦大和を空に飛ばした作品とされている。同作に登場する新戦艦大和は船体にデルタ翼を有し飛行・潜水が可能と戦前の冒険小説の流れを汲んだものになっている。
映画では1966年に円谷英二の構想をもとに関沢新一が脚本を執筆した「空飛ぶ戦艦」という企画があったがこちらは実製作には至らなかった。ただし同作のプロットは円谷プロダクション製作の「マイティジャック」（1968年）に受け継がれている。
この時期の空中戦艦は小松崎茂の絵物語「地球SOS」（1948年～1951年）に代表されるようにロケット型・航空機型のものが主流だったが、「宇宙戦艦ヤマト」のヒットにより日本の創作における宇宙船が水上艦を空に飛ばしたような姿が主流になったように、大気圏内の空中を飛行する飛行艦もまた水上艦を空に飛ばした姿、あるいは水上艦と航空機を組み合わせたような姿が主流となった。

### 映像作品
地球防衛軍
空中戦艦と呼称されるロケット型の超巨大航空機α号・β号が登場。
マイティジャック
民間企業によって建造された万能戦艦マイティ号が主題。
秘密戦隊ゴレンジャー
ゴレンジャーが保有するローターによって飛行する空中戦艦バリブルーン・バリドリーンと、敵組織黒十字軍が保有する戦艦に翼を付けた空中戦艦バットラーが登場。
ゴジラ FINAL WARS
地球防衛軍が運用する空中戦艦が登場。

### アニメーション
天空の城ラピュタ
「飛行船艦」と呼称される空中戦艦ゴリアテが登場。
ふしぎの海のナディア
ネオ・アトランティスが運用する「空中戦艦」が登場。
LAST EXILE
人工惑星を舞台に特殊なシステムで飛行する戦闘艦が登場する。
甲鉄傳紀シリーズ
「戦略飛行船」、「戦闘飛行船」、「巡航飛行船」と呼称される硬式飛行船に武装を施した空中戦闘艦が登場。

### 漫画
新海底軍艦 巨鋼のドラゴンフォース
重力制御で空中を超音速で飛行できる「ラ級戦艦」が登場。

### 小説
艦隊シリーズ
「空中戦艦」の異名を持つ超巨大飛行艇富士が登場する。
飛空士シリーズ
「飛空艦」と呼称される水空両用の軍艦が、水上専用の軍艦と共に各国の海軍に配備されている。
飛行戦艦「大和」出撃！
ミッドウェー海戦に勝利したのち、空飛ぶ戦艦に改造された戦艦大和が登場。
日本国召喚
円盤形の巨大飛行兵器「空中戦艦バル・キマイラ」が登場。

### ゲーム
ファイナルファンタジーシリーズ
「飛空艇」と呼称される空飛ぶ船が登場。各作品ごとに飛行原理は異なる。
星のカービィシリーズ
大和型戦艦を思わせる船体に翼を付けた戦艦ハルバードが登場。作品によっては宇宙空間を航行するため宇宙戦艦の定義に入ることもある。
エースコンバットシリーズ
「空中要塞」などと呼称される超巨大航空機がシリーズを通じて多く登場する。作品によっては空中空母としての機能を持ったものも登場する。
鋼鉄の咆哮シリーズ
戦艦並みの武装を有する超巨大爆撃機「アルケオプテリクス」、「ジュラーヴリク」、超巨大円盤型爆撃機「ヴリルオーディン」が登場。